# Zanclea alba
Zanclea alba is een hydroïdpoliep uit de familie Zancleidae. De wetenschappelijke naam van de soort werd in 1834 gepubliceerd door Franz Julius Ferdinand Meyen.